# Crobilocerus megilliformis
Crobilocerus megilliformis là một loài ruồi trong họ Asilidae. Crobilocerus megilliformis được Loew miêu tả năm 1847. Loài này phân bố ở vùng Cổ Bắc giới.